# Jacques Mallet (1787-1869)
Jacques Mallet (Dieppe, 28 aprile 1787 – Parigi, 22 maggio 1869) è stato un politico e ingegnere francese.

## Biografia
Figlio di Jean-Baptiste Mallet e di sua moglie Marie-Marthe Langlois, nel 1812 sposò Élisabeth Bruyère, figlia di Louis Bruyère e nipote di Jean-Jacques Le Barbier, dalla quale ebbe due figlie.

### La carriera come ingegnere
Nel 1806 entrò all'École polytechnique dove si laureò nel 1808 in ingegneria civile. Fu lui a completare la costruzione del Pont d'Iéna sotto la direzione di Corneille Lamandé. Entrò quindi nell'esercito e divenne capitano dei genieri della guardia nazionale durante l'invasione austro-russa della Francia nel 1814. Prese parte in tale veste alla difesa della città di Parigi e lavorò per pacificare Belleville durante i Cento giorni. Qualche tempo prima era stato nominato cavaliere della Legion d'onore. Nel 1824 diresse la costruzione del porto e del Pont de Grenelle e divenne capo ingegnere nel 1829. 
Venne poi inviato nel Loiret, poi nella Senna Inferiore dove completò il ponte di pietra di Rouen. Richiamato poco dopo a Parigi, si occupò del sistema di distribuzione dell'acqua corrente alle abitazioni tramite tubature. Nominato ispettore di divisione nel 1842, nel 1850 venne nominato ispettore generale dei ponti e delle strade e poi vicepresidente del consiglio generale dei ponti e delle strade di Francia dal 1854 al 1857.

### La carriera politica
Mentre si trovava a Parigi, venne coinvolto nel movimento politico della rivoluzione del 1830, e venne successivamente eletto deputato dell'11° collegio per la Senna Inferiore (Saint-Valery-en-Caux), il 5 luglio 1831, con 159 voti (175 votanti, 274 iscritti); il 21 giugno 1834, con 132 voti (211 votanti, 331 iscritti), contro 71 del suo avversario Dignon; il 4 novembre 1837, con 146 voti (266 elettori, 329 iscritti); e il 2 marzo 1839, con 151 voti (283 votanti). Si spese personalmente per le fortificazioni di Parigi, per il censimento e fece parte della commissione parlamentare per la costruzione del canale di Suez. Venne nominato senatore il 9 giugno 1857. Il 2 giugno 1866, Napoleone III lo elevò al titolo di conte. Morì a Parigi nel 1869.

## Araldica
| Stemma | Descrizione                            | Blasonatura |
| \| \|  | Jacques Mallet Conte e pari di Francia | Di rosso alla piramide d'argento. In capo d'oro a tre magli di nero. Quarto dei conti senatori dell'impero francese. Ornamenti esteriori da conte e pari di Francia, grand'ufficiale dell'Ordine della Legion d'onore. |
|        |                                        | |